# Melville Spence
Melville Spence (Melville Emanuel Alfonso „Mel“ Spence; * 2. Januar 1936 in Kingston; † 28. Oktober 2012 in Florida) ist ein ehemaliger jamaikanischer Sprinter und Mittelstreckenläufer.
1955 wurde er bei den Panamerikanischen Spielen in Mexiko-Stadt Fünfter über 400 m und gewann Silber in der 4-mal-400-Meter-Staffel. 
Bei den Olympischen Spielen 1956 schied er über 200 m im Vorlauf aus und erreichte über 400 m das Halbfinale. In der 4-mal-400-Meter-Staffel wurde das jamaikanische Team im Finale disqualifiziert.
1959 wurde er bei den Panamerikanischen Spielen in Chicago Vierter über 800 m und siegte mit der 4-mal-400-Meter-Stafette der Westindischen Föderation.
1962 gewann er bei den Zentralamerika- und Karibikspielen Silber über 800 m. Bei den British Empire and Commonwealth Games in Perth wurde er Sechster über 440 Yards und siegte mit der jamaikanischen 4-mal-440-Yards-Stafette.
Im Jahr darauf holte er bei den Panamerikanischen Spielen 1963 in São Paulo Silber über 400 m mit seiner persönlichen Bestzeit von 46,94 s und Bronze in der 4-mal-400-Meter-Staffel.
Bei den Olympischen Spielen 1964 in Tokio kam er mit der jamaikanischen 4-mal-400-Meter-Stafette auf den vierten Platz.
Sein Zwillingsbruder Malcolm Spence gehörte ebenfalls 1956 und 1964 als Sprinter zur jamaikanischen Olympiamannschaft.